# John Craig
John Craig (n. 1663 – d. 11 octombrie 1731) a fost un matematician și teolog scoțian.

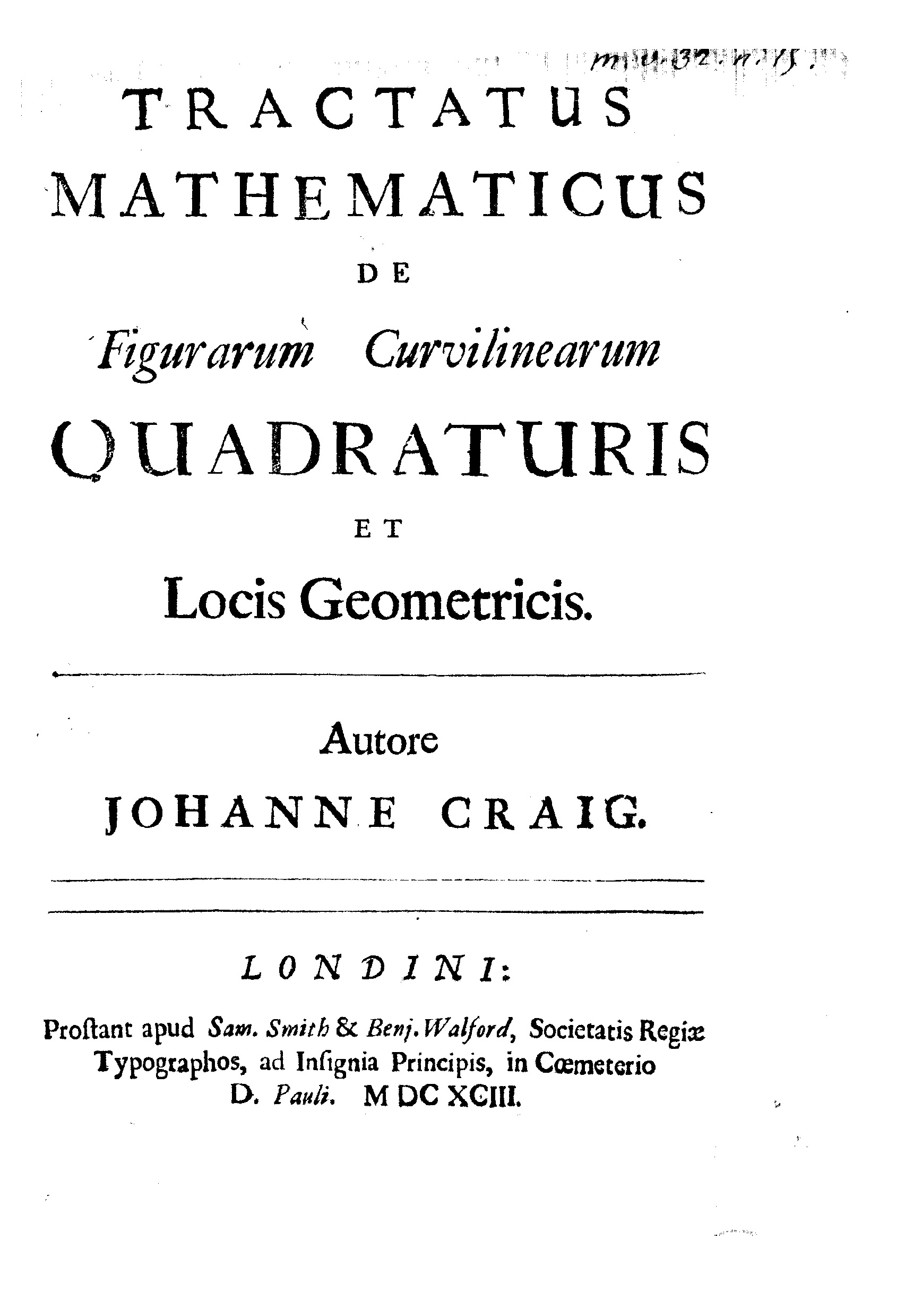
Tractatus mathematicus de figurarum curvilinearum quadraturis et locis geometricis, 1693

A fost adept al ideilor lui Leibniz.
S-a ocupat de studiul conicelor.
După ce Leibniz a anunțat descoperirea calculului diferențial, în Actes de Leipzig, Craig a fost primul matematician care a făcut cunoscută în Anglia această descoperire.

## Scrieri
- 1685: Methodus figurarul lineis rectis et curvis comprehensarum, quadraturas determinandi (Londra)
- 1693: Tractatus mathematicus de figurarum curvilinearum quadraturis et locis geometricis.
- 1718: De calculo fluentium libri duo (Londra)

1. 1 2  MacTutor History of Mathematics archive, accesat în 22 august 2017
2. 1 2 3 4 5  MacTutor History of Mathematics archive
3. 1 2  Autoritatea BnF, accesat în 10 octombrie 2015
4. ↑  Find a Grave